# Metaphysical poets
Metaphysical poets is de aanduiding voor een aantal Engelse dichters die hoofdzakelijk in de eerste helft en rond het midden van de zeventiende eeuw werkzaam waren. 

## Algemeen
Er is wel gesproken van ‘de school van Donne’ (die men soms tegenover een meer op klassieke helderheid gerichte 'school van Jonson' stelde). De bedoelde dichters vormden echter nooit bewust een school. Veeleer werden zij door latere critici, het eerst door Dr. Johnson, op grond van bepaalde kenmerken met elkaar in verband gebracht. 
De groep is niet duidelijk afgebakend, maar vrijwel altijd worden ertoe gerekend: 
- John Donne (1572-1631),
- George Herbert (1593-1633),
- Thomas Carew (1594/5-1640),
- Richard Crashaw (1612-1649),
- Abraham Cowley (1618-1667),
- Andrew Marvell (1621-1678),
- Henry Vaughan (1621/2-1695) en
- Thomas Traherne (1637/8-1674).

Waar enkele van de hierna te noemen kenmerken bijeenkomen in Engelse gedichten uit de late zestiende of de zeventiende eeuw spreekt men ook wel van ‘metaphysical’ poëzie, als van een stijl. Die stijl treft men incidenteel aan bij dichters die overigens niet tot de ‘metaphysical poets’ worden gerekend. Dit verklaart dat Helen Gardner in haar Penguin bloemlezing bijvoorbeeld William Shakespeares The Phoenix and the Turtle opnam. Ook Jonson en Milton, die beiden vaak tegenover de ‘metaphysicals’ worden gesteld, zijn in deze bloemlezing (met werk van 38 dichters) vertegenwoordigd.

## Geschiedenis van de term
De grote criticus Samuel Johnson muntte de term ‘metaphysical poets’ in zijn biografie van Abraham Cowley, opgenomen in Lives of the Poets (1779). Eerder, in 1693, had Dryden al in afkeurende zin gesproken van ‘metafysica’ (in de zin van misplaatste spitsvondigheid en redeneerzucht) in het werk van Donne en Cowley. De ongunstige klank bleef bewaard in Johnsons etiket. Eerst toen men in bredere kring een zekere afstand begon te voelen tot Verlichting en Romantiek stegen de papieren van deze poëzie weer. Men behield de gangbaar geworden benaming, maar gebruikte haar neutraal. Het jaar 1921, met publicaties van Grierson en T.S. Eliot over het onderwerp, was in dit opzicht een mijlpaal.

## Kenmerken
De kenmerken waar het om gaat zijn:
1. Relatief korte vormen
2. Conceits
3. Strong lines
4. Voortdurend appel aan het intellect
5. Filosofische en theologische thema's
6. Conversatietoon

Op elk van die kenmerken volgt hierna een toelichting. Het vijfde ligt dicht bij de gangbare betekenis van het woord ’metafysica’. Toch is de enkele aanwezigheid ervan niet voldoende om van ‘metaphysical’ poëzie te spreken. Zo wordt Miltons Paradise Lost op grond van het vrijwel ontbreken van de overige kenmerken nooit als ‘metaphysical’ beschouwd. Omgekeerd hoeft de afwezigheid van een of meer kenmerken gebruik van het etiket niet in de weg te staan. Al schreef George Herbert weinig echte ‘strong lines’, hij wordt steevast genoemd als voorname representant van de groep.

### Relatief korte vormen
Bij ‘relatief’ denkt men bijvoorbeeld aan de 244 regels van Donnes vierde Satire. Dat is heel wat meer dan de 8 regels van Herberts The Foil (aangehaald onder #Voortdurend appel aan het intellect). Maar het is van een andere orde dan de duizenden verzen van Spensers The Faerie Queene en van Miltons Paradise Lost.

### Conceits
Een conceit is spitsvondige vorm van beeldspraak: een vergelijking tussen twee zaken die op het oog volstrekt niet met elkaar te rijmen zijn. In de achttiende eeuw ergerde men zich aan de vergezochtheid van sommige door de metaphysical poets gebruikte beelden. Samuel Johnson deed dit soort beeldspraak af als 'the most heterogeneous ideas yoked by violence together'. Toch is er een duidelijk verschil met een mislukte beeldspraak: de beeldspraak die op het eerste gezicht vergezocht lijkt, blijkt bij nadere beschouwing vaak tot in detail te kloppen, en zet de lezer daardoor extra aan het denken. Dit hangt dan ook direct samen met het kenmerk #Voortdurend appel aan het intellect. 
Als voorbeeld een weinig eerbiedige beeldspraak van Francis Quarles, die toch stof tot nadenken geeft (vgl. Lucas 19:1 vv):
Downe came Zacheus, ravisht from the Tree;
Bird that was shot ne’re dropt so quicke as he.
Volgens Gardner is vooral de volgehouden ‘conceit’ typerend voor de ’metaphysicals’. Een bekend voorbeeld is het beeld uit Donnes A Valediction: Forbidding Mourning, waar hij in de laatste drie strofen de relatie tussen twee geliefden die van elkaar worden gescheiden door een lange reis vergelijkt met de twee benen van een passer.
En in de tweede strofe van Hymne to God my God, in my sicknesse komt Donne met een beeld dat beperkte waarde lijkt te hebben:
Whilst my Physicians by their love are growne
Cosmographers, and I their Mapp, who lie
Flat on this bed…
Vervolgens worden echter vier strofen geheel beheerst door een uitwerking van deze geografische beeldspraak waarin de artsen vergeleken worden met geografen, en het op het bed uitgespreide lichaam van de patiënt met hun kaart.

### Strong lines
Deze term werd ook in de tijd van de ‘metaphysical poets’ zelf gebruikt. Hij beduidt een uiterst geconcentreerde wijze van uitdrukken, die de lezer dwingt stil te staan bij een passage om de betekenis te doorgronden. Het is ongeveer wat men in het Latijn ‘obscura brevitas’ noemt: duistere kortheid.
Een voorbeeld uit Shakespeares The Phoenix and the Turtle:
Reason, in itself confounded,
Saw division grow together,
To themselves yet either neither,
Simple were so well compounded,
That it cried, How true a twain
Seemeth this concordant one!
Love hath reason, reason none,
If what parts can so remain.

### Voortdurend appel aan het intellect
Dit is niet beperkt tot incidentele strong lines. Aan elke regel van Herberts The Foil laat zich bij eerste lezing al een zin geven:
If we could see below
The sphere of vertue, and each shining grace,
As plainly as that above doth show;
This were the better skie, the brighter place.
God hath made starres the foil
To set off vertues;  griefs to set off sinning:
Yet in this wretched world we toil,
As if grief were not foul, nor vertue winning.
Maar het gedicht geeft zijn geheimen eerst prijs als men let op de verschillende mogelijke betekenissen van bepaalde elementen. Zo kan If we could see betekenen ‘was het maar zo’, maar ook: ‘het is zo, zágen we het nu maar eens’. En below kan zowel voorzetsel zijn als bijwoord. Bovendien wordt naar verschillende wereldbeelden en naar verschillende functies daarvan verwezen. Er is (1) de (neo)platonische trek naar de wereld achter en boven (‘above’) déze wereld, maar ook (2) de gedachte van Christus die naar ons, hierbeneden (‘below’) kwam. De 'sferen' zijn deel van (3) het oude ptolemeïsche wereldbeeld, dat in die jaren wankelde (in Herberts sterfjaar 1633 viel de veroordeling van Galilei). Maar er is ook (4) de Bijbelse notie van de schepping, die dienstbaar is aan Gods bewogenheid met zijn mens.
Dikwijls neemt het intellectuele de vorm aan van redeneren en argumenteren.

### Filosofische en theologische thema's
De thema’s van de ‘metaphysical poets’ zijn vaak expliciet christelijk. Dat is echter maar een deel van wat met het vijfde kenmerk bedoeld is. Typisch voor deze dichters is het gemak waarmee zij thema’s en motieven uit deze sfeer verbinden met de andere kenmerken. Herberts The Foil (zie onder #Voortdurend appel aan het intellect) is daar een voorbeeld van. In Donnes Hymne to God my God, in my sicknesse (zie onder #Conceits), wordt in het aangezicht van dood en oordeel binnen een gebed een karakteristieke ‘conceit’ uitgesponnen.

### Conversatietoon
Hiervoor vindt men bij Donne de meest sprekende voorbeelden. Zijn populariteit berust mede op de levendige, ongepolijste directheid van alledaagse taal die hij in strofevorm weet te gieten:
I wonder by my troth, what thou, and I
Did, till we lov’d?…  
(uit het gedicht The Good Morrow)
Busy old foole, unruly Sunne,
Why dost thou thus,
Through windowes and through curtaines call on us? 
(uit het gedicht The Triple Fool)

Hij kan met een opening als
Marke but this flea,…  
(uit het gedicht The Flea)
de lezer meteen in een situatie betrekken.
Dit kenmerk onderstreept dat vooral de vroege metaphysical poets leefden in de bloeitijd van het Engelse toneel. Herberts Love unknown is een soort sketch voor twee personen, van wie de meest breedsprakige  door zijn trant van spreken zichzelf karakteriseert:
Dear Friend, sit down, the tale is long and sad:
And in my faintings I presume your love
Will more comply, than help…